# Rålamb
Rålamb var en svensk adelsätt som introducerades på Riddarhuset i dess tredje klass (svenneklassen) vid Riddarhusets inrättande 1625. Släkten härstammade från Anders Sigfridsson (1527–1581), som gjorde en snabb karriär: från fogdetjänare i Hälsingland till fogde på Stockholms slott, överste tygmästare och lagman över Norrland. Han lade sig 1563 till med ett adligt vapen, ett springande rålamm (rådjurskid) och gifte sig andra gången med en adelskvinna. Hans sätesgård var Bro (nu Brogård) i Bro socken i Uppland. Hans tvillingsöner Lars (1563–1599) och Sigfrid (född 1563, död tidigast 1592) kallade sig Rålamb redan när de skrevs in vid universitetet i Greifswald 1577. Anders Sigfridssons son, presidenten i Åbo hovrätt med mera Broor Andersson (död 1647) till Bro, blev stamfar för släktens senare medlemmar; han tycks dock inte själv ha brukat släktnamnet i vuxen ålder.
Broors son Clas Rålamb (1622–1698) upphöjdes till friherrlig värdighet 1674 och introducerades året därefter under nummer 59. Han var en av sin tids dugligaste riksråd och den inrikespolitiskt mest framstående medlemmen av ätten. Bland hans sex överlevande söner märks särskilt:
- kavalleriofficeren Åke Rålamb (1651–1718), författare bland annat till encyklopedin Adelig öfning som kom att omfatta minst 28 delar, varav sex trycktes;
- officeren Broor Rålamb (1668–1734), tillfångatagen av ryssarna 1709. Han kom att spela en ledande roll bland de svenska fångarna i Tobolsk i Sibirien och gjorde en stor insats vid hemtransporten av de svenska fångarna 1722.

Två av deras bröder blev stamfäder för varsin gren av den friherrliga ätten: Hans Rålamb (1652–1712) till Högsjögård för den äldre grenen, och Gustaf Rålamb (1675–1750) för den yngre.

## Andra med namnet Rålamb utan känd släktkoppling

### Den medeltida frälsesläkten Ralamb
Trots påståenden om motsatsen på internet finns ingen känd koppling mellan adelsätten Rålamb och den senmedeltida frälsesläkten Ralamb i Hälsingland, vilken likaså förde ett rålamm (rådjurskid) som sitt vapen. Det enda som de kan sägas ha haft gemensamt, utöver likheten i vapnet, är att adliga ätten Rålamb härstammar från Norrala, där en medlem av frälsesläkten varit bosatt åtminstone 1471. I Äldre svenska frälsesläkter sammanfattar Jan Eric Almquist sin utredning av denna frälsesläkt: En Jon Ralamb, knape (väpnare), nämns i Finland 1415 och 1416, med en vapenbild som visar att han kan ha varit av samma släkt som följande tre män, alla med namnet Peder Ralamb och verksamma i Hälsingland på 1400- och i början av 1500-talet: den förste var underlagman (alltså domare i första instans) där 1443 och levde ännu 1446, då han med ett par andra frälsemän i Hälsingland stod som vittne i Norrala socken till försäljningen av ospecificerad men tydligen omfattande ärvda jordegendomar; den andre var 1471 bosatt på Svartvik i Norrala; den tredje (”Per Ralam”) kan beläggas ha varit underlagman i Hälsingland 1503 och 1508 och även något år senare, och han nämns 1508 och 1518 som häradshövding i Gästrikland. I belägget från 1518 finns även Peder Ralambs sigillavtryck bevarat, med ett springande rådjurskid i vapnet.

### Rålamb från Valbo
Ingen känd koppling finns heller mellan ovanstående och Magnus Œstonis Rålamb, åren 1568–1599 kyrkoherde i Valbo och Hille pastorat, Gästrikland. Tillnamnet märks först i hans nya sigill 1582, där han har lagt till bokstaven ’R’ som initial; 1584 skriver han sig ”Magnus Ödstensson Rålam” och 1588 ”Ralam”. En av hans söner tog namnet Rålamb i latiniserad form, professorn Elias Magni Rhalambius, och från denne härstammar adliga ätten Rålambstierna.

## Upprensningen av Riddarhusets stamtavla
Ännu i Gabriel Anreps utgåva av Riddarhusets stamtavlor 1862 leds den adliga ätten Rålamb tillbaka till en frälseman Peder Rålamb, som 1418 ska ha varit häradshövding i Gästrikland. Denne uppges ha haft en son Sigfrid Persson till Backa (Grisbacka i Umeå socken, Västerbotten), far till ”Anders Sefredzson, till Backa och Öen”, som i sin tur skulle ha varit far till ”landsdomaren” i Hälsingland Sigfrid Andersson till Backa i Umeå och Tranås (i Säby socken, Småland). Denne Sigfrid skulle med sin hustru Sissela Dufva av en finsk frälsesläkt ha haft sonen Anders Sigfridsson till Länna, ”Adlad af Konung Gustaf I 1541, eller fick förnyelse på gammalt Adelskap”.
De flesta av dessa uppgifter är felaktiga. De återgår dels på rena förfalskningar på 1600-talet, dels på ohållbara slutsatser och försök på 1700-talet att korrigera de motsättningar som blev tydliga när genealogin jämfördes med källmaterialet. Genom digitaliseringen av äldre litteratur har dock dessa fått nytt liv på internet.

### Jan Eric Almquists revidering
Jan Eric Almquist presenterade i två artiklar 1964 – Den friherrliga ätten Rålambs ursprung (Släkt och Hävd 1964) och Anders Sigfridsson [Rålamb] (d. 1581) Före 1569 (Personhistorisk tidskrift 1964) – en omfattande revidering av stamtavlan för ätten Rålamb. Almquist kunde komplettera kännedomen om Anders Sigfridsson med bland annat att Anders själv uppgett för doktor Benedictus Olai, i samband med att denne skulle upprätta ett horoskop för honom, att han var född den 11 juni 1527. Almquist påpekar också att en samtida släkttavla i Rasmus Ludvigssons släktbok meddelar att Anders Sigfridsson var son till en Sigfrid Andersson som var son till en Anders Sigfridsson; dessa uppgifter är säkert lämnade av Anders Sigfridsson själv, som liksom Benedictus Olai och Rasmus Ludvigsson var nära knuten till kungen. Anders behärskade också latin, så det är uppenbart att hans föräldrar har kunnat kosta på honom en god utbildning. Men i övrigt raserar Almquist det mesta rörande ättens äldre led i Anreps ättartavlor genom sina belägg i samtida källor: Anders Sigfridsson var av ofrälse (icke-adlig) börd, han använde ännu 1561 ett ofrälse sigill och det är först 1563 som han lagt sig till med ett sköldemärke föreställande ett springande rålamm. Liksom sin kumpan Jöran Persson tycks han helt enkelt ha lagt till sig med adligt vapen och skrivit sig till sätesgård. Samtiden verkar ha trott att han adlats av Erik XIV.
Som den mest skyldige till felaktigheterna i Riddarhusgenealogin pekar Almquist ut Anders Sigfridssons son, kammarrådet med mera Broor Andersson (Rålamb) (död 1647). Broor Andersson blev 1632 fråntagen sin tjänster och fick sina förläningar indragna av Gustav II Adolf efter en incident som rörde sonen Erik Brorsson Rålamb. I ett brev till riksrådet den 26 juni samma år skriver kungen om Broor Andersson att ”han, såvitt fadern vidkommer, är av bondeätt”. Broor Andersson förfalskade därefter en genealogi som skulle visa att han han också på fädernet hade adliga förfäder tre generationer bakåt. Sonen, riksrådet Clas Rålamb, gjorde ett par justeringar för att inte göra motsägelserna i genealogin uppenbara när den jämförts med Rasmus Ludvigssons släktbok. På 1700-talet försökte först antikvarien Johan Peringskiöld (död 1720), sedan registratorn i riksarkivet Johan Otto Åkerstein (död 1766) stödja och underbygga släkttavlan, men detta orsakade andra problem. När en kunglig förordning 1762 krävde att varje adelsätt skulle lämna in genealogier med bevismaterial till Riddarhuset för att de skulle få behålla sin plats där, lämnade Claes Gustaf Rålamb (död 1765) in en släkttavla som upprättats av Olof von Dalin (död 1763), och som innehöll vissa förändringar. Senare kompletterade justitierådet Nils Nils Wilhelm Marks von Würtenberg (död 1817) stamtavlan efter att ha fått tillgång till några släktpapper i avskrift i Gustaf Rålambs kopiebok, vilket också i detta fall skapade andra frågetecken. Det är i stort sett Marks von Würtenbergs genealogi som kom att tryckas i Svenska adelns ättar-taflor.

### Identifieringen av stamfaderns ursprung
Urban Sikeborg visade i sin tur i kompletteringarna till framlidne Jan Eric Almquists artikel Rålamb i Äldre svenska frälsesläkter (I:3, 1989, s. 248 f), och i artikeln Anders Sigfridsson (Rålamb) och hans släktkrets i Hälsingland (Släkt och Hävd 1992) att Anders Sigfridsson i själva verket var son till storbonden i Norrala Sigfrid Andersson (belagd 1535 och 1542) och dennes hustru Cecilia (belagd som änka 1543). Familjen ägde skattejord i åtminstone byarna Närby, Ingsta, Hamre och Fors i denna socken och hade tidiga kopplingar till den civila lokalförvaltningen i Hälsingland. Hans systrar Kerstin och Märit Sigfridsdöttrar var gifta med skattebönder i Närby; brodern Mats Sigfridsson ägde ett stort skattehemman i byn Hamre och är troligen den Mats Sigfridsson i Hamre som 1578 och 1579 vikarierar som underlagman i Västerbotten; brodern Bryngel Sigfridsson (troligen död i pesten i Stockholm 1565) skrevs en tid för familjens skattehemman i den lilla byn Fors men hade också flera uppdrag att leverera kronans in natura-skatter från hälsingefogden till kronans ställföreträdare; han var tydligen en tid också skeppshövitsman. Deras syster Gunborg Sigfridsdotter var 1579 gift med den från Hälsingtuna socken bördige Petrus Œstani, kyrkoherde i Torsåkers socken, Ångermanland, och de blev stamföräldrar till adliga ätten Blanck. En nära släkting till syskonen, skeppshövitsmannen, fogden och häradshövdingen Sverkil Simonsson, som ägde skattejord i just Fors (1535, 1542) i Norrala, blev far till den inflytelserike kunglige sekreteraren Olof Sverkersson Älvkarl (Potomander).

## Ättens vapen
Anders Sigfridssons vapenbild beskrivs av Rasmus Ludvigsson som ett rött springande rålamm i en gul bjälke på ett blått fält.

## Medlemmar av ätten Rålamb
- Anders Sigfridsson (1527–1581), fogde, lagman, överste arklimästare.
- Broor Andersson (Rålamb) (död 1647), kammarråd, landshövding.
- Broor (Classon) Rålamb (1668–1734), officer, landshövding.
- Clas Rålamb (1622–1698), riksråd, hovrättsråd, rikskammarråd.
- Claes Rålamb (1682–1751), landshövding.
- Claes Erik Rålamb (1868–1940), förste hovmarskalk och överhovjägmästare.
- Erik Brorson Rålamb (död 1635), militär.
- Claes Erik E:son Rålamb (1868–1940), målare och skulptör.
- Gustaf Rålamb, (1675–1750), president i Bergskollegium.
- Hans Gustaf Rålamb (1716–1790), romanförfattare.
- Lars Andersson Rålamb (1563–1599), hovjunkare, fogde.
- Louise Rålamb, född Tamm (1875–1967), överhovmästarinna, gift med Claes Erik Rålamb.
- Sigfrid Andersson Rålamb (född 1563), var 1587 i tjänst hos Sigismund, sändes 1590 på diplomatiskt uppdrag till Krim av Johan III men stannade i Polen där han troligen avled 1592.
- Sigfrid Rålamb (1753–1841), ryttmästare, tecknare och akvarellist.
- Sigfrid Rålamb (1864–1936), hovjägmästare.
- Stig Rålamb (1872–1957), överste.
- Åke Rålamb, (1651–1718), överste, författare, arrendator till Rålambshovs gård.